# Tiefenlinie

Küstenkarte des südlichen Alaska beim Havarieort der Exxon Valdez. Die Tiefenlinien sind nur in Küstennähe kartiert, in größerer Entfernung hingegen die Zahlenwerte.

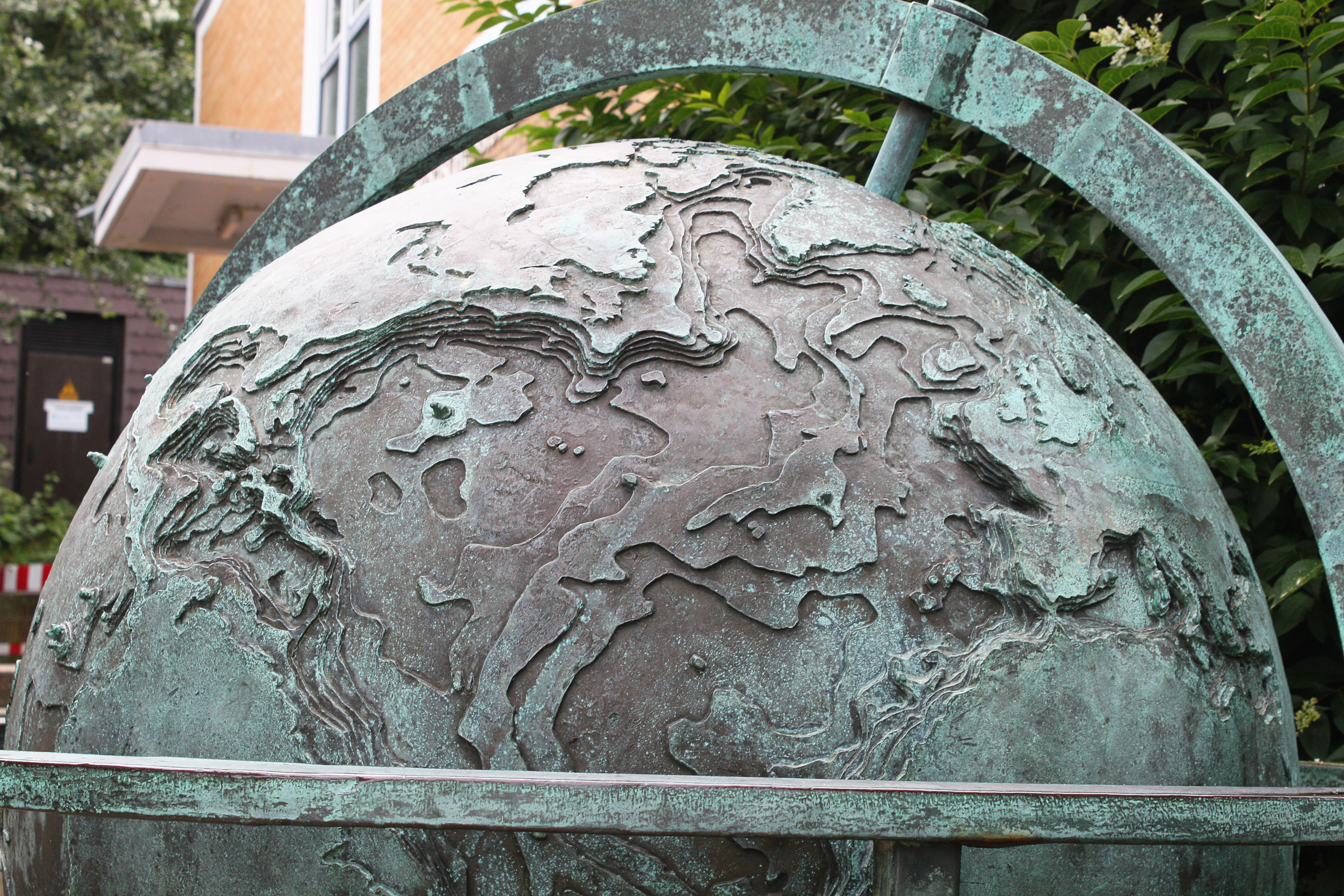
Globus mit plastischen Tiefenlinien der Ozeane (Helgoland)

Als Tiefenlinien werden in Seekarten die Linien gleicher Meerestiefe bezeichnet. Die Tiefen werden vom Schiff aus durch Lotungen gemessen und die Werte auf ein bestimmtes Bezugssystem (Seekartennull, z. B. LAT) bezogen (beschickt). In Küstennähe werden die Tiefenlinien in Tiefenschritten weniger Meter kartiert (0 - 2 - 5 - 10 Meter), während im offenen Meer je nach Kartenmaßstab und Niveau-Unterschieden größere Äquidistanzen genügen.
Auch Landkarten enthalten Tiefenlinien, wenn auf dem Kartenblatt Seen oder andere tiefe Gewässer abgebildet werden. Die Linien gleicher Tiefe beziehen sich hier aber nicht unbedingt auf NHN, sondern auf die Oberfläche des Gewässers.
Bei einer Flussvermessung wird die Gewässersohle meist durch Profile quer zur Fließrichtung erfasst.
Seltener spricht man von Tiefenlinien bei einer Zentralprojektion. Hier meint der Begriff jene Geraden, die senkrecht zur Bildtafel verlaufen, also quasi in die Tiefe des Raums' hinein.